# ۷۲۴ (قمری)
۷۲۴ (قمری)، هفتصد و بیست و چهارمین سال در گاهشماری هجری قمری است. اول محرم این سال برابر با هفتم ژانویه سال ۱۳۲۴ میلادی است.